# Pinball (jeu vidéo, 1984)
Cet article concerne le jeu vidéo. Pour le type de jeu d'arcade, voir Flipper.
Pinball est un jeu vidéo de flipper développé et édité par Nintendo sorti sur Famicom en 1984 et sur Nintendo Entertainment System en 1985.

## Système de jeu
Pinball est un jeu de flipper dont l'objectif est de sauver la princesse et d'obtenir un maximum de points en frappant avec la boule des cibles variées. Le jeu comporte un plateau séparé sur deux écrans fixes. Il comporte aussi un écran bonus dans lequel le joueur prend le contrôle de Mario qui peut se déplacer vers la gauche et vers la droite en transportant une palette et doit faire rebondir la bille à la manière d'un jeu de casse-briques.

## Commercialisation
Pinball est réédité sur plusieurs plates-formes à travers les années. Il est possible d'y jouer dans Animal Crossing sur GameCube. Il devient disponible en téléchargement sur Wii sur la console virtuelle au lancement de la console en 2006 en Amérique du Nord et sur Wii U sur la console virtuelle à partir du 25 octobre 2013 en Europe. Pinball devient disponible sur Nintendo Switch aux abonnés du Nintendo Switch Online le 27 mai 2022.